# Mefentrifluconazol
Mefentrifluconazol ist eine chemische Verbindung aus der Gruppe der Diphenylether und der Triazole, die als Fungizid verwendet wird.

## Zusammensetzung
Technisch erhältliches Mefentrifluconazol ist ein Enantiomerengemisch, wobei beide Enantiomere in gleicher Konzentration enthalten sind.

## Zulassung
In einer Reihe von Staaten der EU, unter anderem in Deutschland und Österreich, sowie in der Schweiz sind Pflanzenschutzmittel mit Mefentrifluconazol als Wirkstoff zugelassen.
Im Juli 2025 widerrief Dänemark die Zulassung von 23 Pflanzenschutzmitteln mit Mefentrifluconazol und fünf weiteren PFAS-haltigen Wirkstoffen, weil diese im Boden und Grundwasser zu Trifluoressigsäure abgebaut werden können, mit Fristen bis Ende 2025 bzw. September 2026.